# Молекуларна еволуција
Молекуларна еволуција је промена секвенце у саставу ћелијских молекула, као што су ДНК, РНК, и протеина кроз генерације. Области молекуларне еволуције користи принципе еволуционе биологије и генетике становништва да објасни моделе у овим променама. Главне теме у молекуларне еволуције се тичу стопе и утицаја појединачних промена нуклеотида, неутрална еволуција против природне селекције, порекло нових гена, генетска природа сложених особина, генетске основе специјације, еволуција развоја, и начина на који еволуционе силе утичу на геномске и фенотипске промене.

## Силе молекуларне еволуције
Садржај и структура генома је производ молекуларних и генетичких становништва сила које делују на тај геном. Нове генетичке варијанте ће настати кроз мутације и шириће се и одржаваће се у популацији због генетичког дрифта или природне селекције.

### Мутација
Мутације су сталне, преносиве промене генетског материјала (ДНК или РНК) ћелија или вируса. Мутације су резултат грешака у ДНК репликацијама током ћелијске деобе и излагања радијацији, хемикалијама и других стресорима из окружења, или вирусима и транспозоним елементима. Већина мутације које се јављају су једнонуклеотидни полиморфизми који модификују појединачне основе ДНК секвенце, што доводи до тачкастих мутација. Друге врсте мутација модификују веће сегментиме ДНК и могу да изазову дуплирање, уметање, уклањање, инверзију, и транслокацију.
Већина организама приказује јаку пристрасност према врстама мутација које се јављају са јаким утицајем на ГЦ-садржаја. Прелази (А ↔ Г или Ц ↔ Т) су чешће него трансверзије (пурин (аденин или гуанин)) ↔ пиримидин (цитозин или тимин, или РНК, урацил)), а мање је вероватно да се измене низови аминокиселина у протеину.
Мутације су стохастичке и обично се јављају случајно преко гена. Стопе мутације за појединачне нуклеотиде за већину организама су веома ниске, отприлике 10-9 10-8 по положају по генерацији, мада неки вируси имају вишу стопу мутације на реду од 10-6 по положају по генерацији. Међу тим мутацијама, неке ће бити неутралне или корисне и остаће у геному, осим ако нису изгубљене кроз генетички дрифта, а други ће бити штетни и биће елиминисани из генома кроз природну селекцију.
Пошто су мутације изузетно ретке, оне се акумулирају веома споро кроз генерације. Док број мутација које могу да се појаве у било којој генерацији може да варира, током дугог временског периода оне ће се акумулирати редовном темпом. Коришћење стопа мутације по генерацији и број нуклеотидних разлика између две секвенце, време дивергенције може се ефикасно проценити путем молекуларнг сата.